# Elektrische capaciteitstomografie

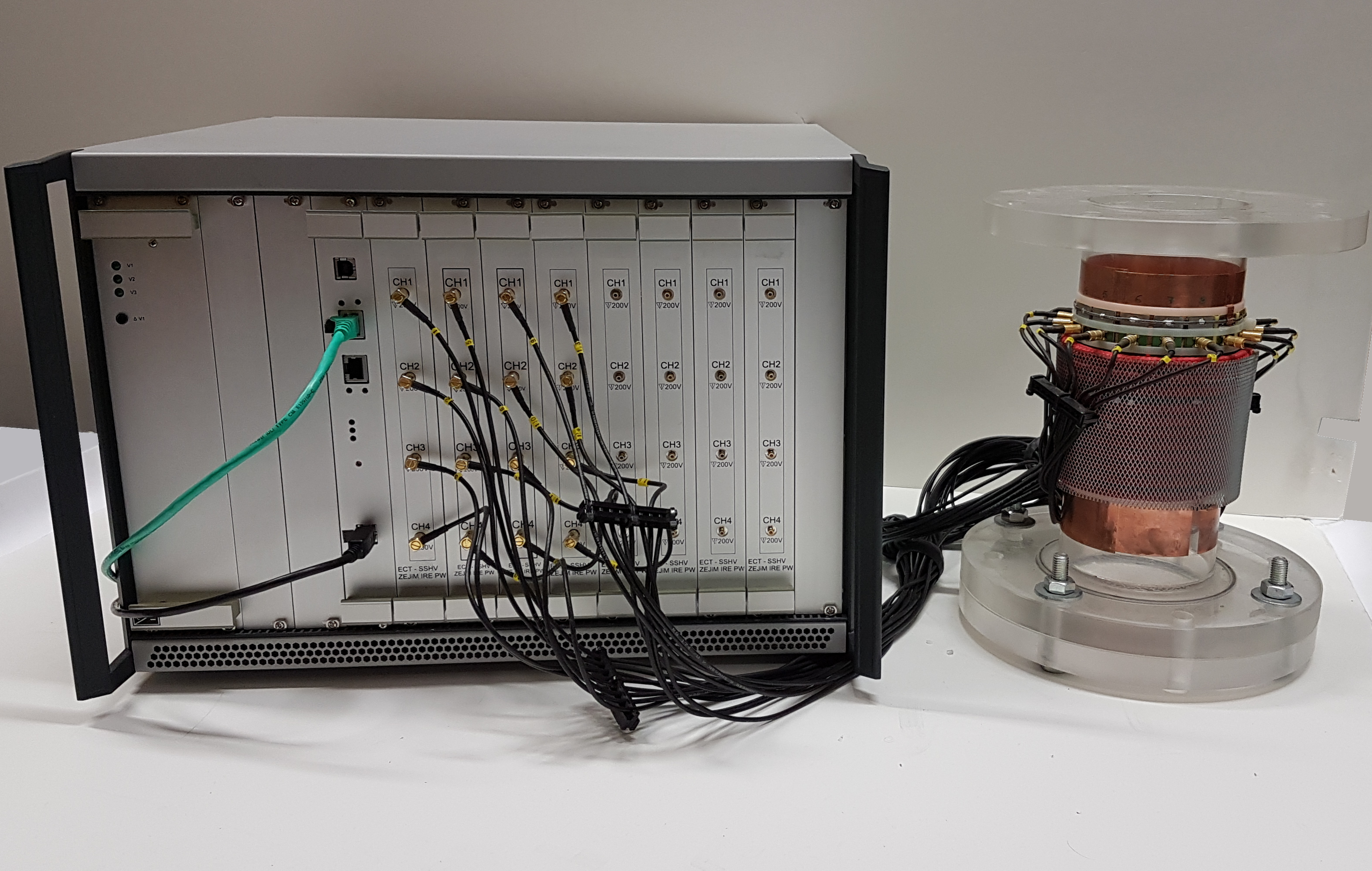
Elektrisch capaciteitstomografiesysteem met aangesloten sensor met 16 elektroden

Elektrische capaciteitstomografie (ECT) is een analysetechniek die in een tomogram (doorsnede) kan meten op basis van een verschil in de diëlektrische constante van de componenten.
De techniek is ontwikkeld aan de universiteit van Manchester en via een spin-offbedrijf ook commercieel verkrijgbaar. 
ECT kan dwars door niet geleidende wanden heen 'kijken' en geeft zo informatie, die niet optisch verkregen kan worden.
ECT kan gebruikt worden voor onderzoek en kan worden toegepast in de industrie. De wetenschap kan het gebruiken om inzicht te krijgen in het fluïdisatie gedrag van deeltjes in gefluïdiseerde bedden. De industrie kan het toepassen om inzicht te krijgen in het peil in leidingen.